# الحروب السنارية‑الحبشية
الحروب السَّنارية‑الحَبَشية هي سلسلةُ غاراتٍ ومعارك حدوديّة اندلعت بين سلطنة الفونج السَّنارية في وسط السودان والإمبراطورية الإثيوبية (الحبشة) عبر القرنين السادس عشر والسابع عشر، مع ذُرى قتالية بارزة حتى منتصف القرن الثامن عشر. تُعَدّ هذه المواجهات من أوّل الصدامات على الحدود الشرقية لما يعرف بسودان النيل.

## خلفية
تظهر هذه الحروب في سياق اندلاع دولة سنّار (سلطنة الفونج) عام 1504م بقيادة أميرها «عمارة دنقس» وتحولها تدريجيًا إلى كيان إسلامي مع روابط عربية وكيانات أفريقية. امتدت سلطتها شرقًا نحو منابع الذهب (فازوغلي) وضمت مناطق ذات أعراق متعددة (الشفاوية، الغُلّه، العرّافين) وشهدت تحوّل النموذج الاجتماعي الزراعي التقليدي إلى اقتصادِ ضرائبٍ مقابل حماية القوافل والعقود الزراعية الخصبة في الروصيرص والجبلين.
أما في الحبشة، فقد أصّبغت الدولة الإثيوبية بطرقها الأروثوذكسية وعلاقاتها مع البرتغالييين والسلالات الحاكمة (ليبانغ دينغل، سوسينيُس)، ما رفع من دخولها العسكري والتقني بحضور البنادق والمدافع الخفيفة الفعّالة ضد قوى سنّارية تقليدية ذات بنية عرقية مختلطة الفونجيون والعرب والنوبة يستخدمون الفروسية المحمولة والمشاة المسلولين (سلاح السيف والرماح الطويلة). تأخر الفونج في استيراد البنادق حتى منتصف القرن السابع عشر، مقابل حبشة استعانت بالبرتغاليين فأدخلت مدفعية التحصين. اعتمدت الحبشة في بداية النزاعات على بنية نظامية، مقابل جنود فونج لم يكونوا منتظمين (حملات معزّزة بالمرتزقة) إلا في وقت لاحق. تولّدت تكتلات قبلية حول المصادر الاقتصادية والمراعي؛ مثل قبائل الحمج، الشفاوية، الغُلّه التي لعبت "بطاقات ضغط" لوصل القرى بالسلطة السنّارية أو الحبشية بناءً على المصالح الزراعية والرعوية. ظلّت الزراعة—القهوة، الذرة، أساس اقتصاد سنار، واستُخدِمت لتأمين التمويل اللوجستي للصراعات الحدودية.
في هذا الإطار، تحوّل الصراع السنّاري-الحبشي من صدامات على الموارد (ذهَب، مأوى، طرق قوافل) في "فازوغلي والقُمز" إلى معارك من سكان الجبال إلى السهول وسط خليط من العوامل العرقية والدينية والتقنية: عام 1509 وقعت أول غارة على قرى التعدين في فازوغلي، فَسقط الشيخ محجوب الفونجاوي خلال حملة رأس أندرياس الاثيوبية. عام 1616 أرسل السلطان عبد القادر الثاني جيشًا سنّاريًا مؤلفًا من 5,000 رجل لنهب قرى القُمز حتى نهر ديديسا، فجمعت الحبشة جيشًا مدعومًا بالمدافع البرتغالية. عام 1684 وقع صلح "حدّ البقر"، وهو اتفاق شفهي حول أحواض مراح الماشية على الحدود، مثّل هدنة طويلة لثلاثة عقود. بعد أربع وثلاثين عاما شن الإمبراطور أياسو الثاني هجومًا واسعًا عبر نهر أباي ودمر مخزن حبوب السلطان بادي أبو دقن، حتى فرض وباء الحصبة على الجيش الانسحاب. انتهت الحروب بين الدولتين عام 1750 بمعركة جبل البوما بانتصار الفونج بدعم قبائل الحمج، مما دفع ملوك جوندر لوقف الحملات النظامية غرب النيل الأزرق.
هذا التوازن المضطرب انتهى بانسحاب الحبشة وتوقفها عن شن أي عملية على سلطنة سنار واندماج القبائل وتحول سنّار تدريجيًا إلى كيان أقل عسكريًا وأكثر زراعيًا، حتى غيب نهائيًا بضم سنار تحت راية المملكة الخديوية المصرية-العثمانية منتصف القرن التاسع عشر. حتى بدأت الحملات المصرية على إمبراطورية الحبشية بعدها ببضعة عقود.

غزوات الإمبراطور أمدا سيون (14 31–79 م) على مناطق المسلمين في القرن الافريقي قبل قيام السلطنة السنارية

| السنة | الحدث                                           | ملحوظات |
| ----- | ----------------------------------------------- | --- |
| 1509  | أول غارة حبشية على فازوغلي                      | قوات رأس أندرياس تستهدف قرى التعدين الخاضعة للفونج؛ يُقتل الشيخ محجوب الفونجاوي.                                      |
| 1616  | حملة السلطان عبد القادر الثاني ضد مقرات إثيوپية | سنار تحشد 5 آلاف مقاتل وتنهب بلدات القُمز حتى نهر ديديسا؛ يَرُدّ الإمبراطور سوسينيُس بجيشٍ نظامي يُدعم بالبنادق البرتغالية. |
| 1684  | صلح «حدّ البَقر»                                  | اتفاق شفهي يقضي بجعل القطيع الفاصل (مراح أبقارٍ) أرضًا مُحايدة بين المملكتين. استمرّ السلام 34 عامًا.                     |
| 1718  | غارة أياسو الثاني على سنار                      | الجيش الإثيوپي يعبر نهر أباي ويدمّر مخزن حبوب السلطان بادي أبو دقن؛ لكن وباء الحصبة يُجبره على الانسحاب.               |
| 1750  | معركة جبل البوما                                | آخر اشتباك مسجَّل؛ انتصر فيه الفونج بدعم قبائل الحمج، ما دفع أباطرة قوندر لوقف الحملات النظامية غربًا.                  |

## معارك بارزة في الحروب السّنّارية–الحبَشية

### 1509: أول غارة حبشية على فازوغلي
قاد الأمير الإثيوبي رأس أندرياس غارةً استهدفت قرى التعدين في منطقة فازوغلي، بهدف قطع منابع الذهب التي كانت تحت سيطرة الفونج. وسّع الهجوم رقعة نفوذ الحبشة جنوب نهر النيل الأزرق، مزعزعًا توازن الموارد الحيوية لدى سنّار. أسقطت الغارة الشيخ محجوب الفونجاوي، ما أثار ردَّ فعل معنوي وجماعي داخل السلطنة، وعرّض هشاشة دفاعاتها للمزيد من الكشف. شكّلت هذه الحملة سابقة عسكرية جديدة على الحدود، مكّنت الحبشة تقنيًا ونفسيًا من اختبار قدرة الفونج، قبل أن تنطلق تحديات تالية أقوى. استُخدِم الهجوم آنذاك كذريعة لتعبئة القبائل المحيطة ضد عدوان خارجي مشترك.

### 1616: حملة السلطان عبد القادر الثاني ضد مقرات إثيوپية
نظم السلطان سنّار عبد القادر الثاني جيشًا قوامه نحو 5 000 رجل، وشنّ حملة جوالة حتى ودّد القُمز ونهر ديديسا. دمّر السنّاريون قرى إثيوبية، حرّموا مواقع تخزين الذهب وقطعتوا شبكات الإمداد المائية عن عواصم الجبل. ردّ الإمبراطور سوسينيُس الأول بحشد قوة نظامية مدعّمة بأسلحة برتغالية—أسلحة نارية ومدافع لتحصين المدن. شهدت المعركة مصادمات بين مشاة سنّارية وسلاح حبشي منظّم مزود بالمدفعية، في مثال أول لتقاطع تكتيكي تنموي بين الطرفين. انتهى الاشتباك بلا انتصار قاطع، لكن الخبرة القتالية السنّارية تطوّرت بحيث بدأت في مواجهة الخصم بإيقاع متوازن بين المشاة والتكتيك.

### 1684: صلح "حدّ البقر"

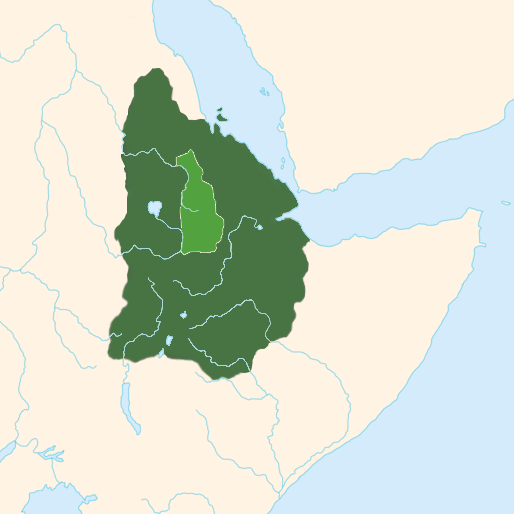
خريطة الإمبراطورية الحبشية في العصور الوسطى

مرّ نحو ثلاثة عقود سلام نسّق عبر وساطة قبلية وعسكرية بين سنّار والحبشة لتحديد مناطق رعي مشتركة تُعرف باسم "حدّ البقر". مثّل الاتفاق بداية أول هدنة شفوية تُنظّم نزاعات الرعي بدلاً من قوافل القتال والإغارة. ساعد الاتفاق القبائل الرعوية (كالغُلّه والشُلك) لتداول الموارد دون تدخل سلطوي مباشر. رسّخ الصلح نمطًا جديدًا من العلاقات الحدودية يستند إلى المصالح الاقتصادية والتقنية الزراعية المتبادلة. رغم هشاشته، استمرّ لثلاثة عقود، قبل أن تُعاود الاشتباكات لاحقًا.

### 1718: غارة أياسو الثاني على سنّار
أطلق الإمبراطور أياسو الثاني حملة مشاة مدعومة بنهب مستودعات قمح أساسية في سنّار، محاولًا ضرب الأساس الاقتصادي للفونج. عبرت القوات حبشة نهر أباي، واجتاحتها موجة أمطار عادة ما يعيق التنسيق العسكري، ما أثر على توزيع الإمدادات. رغم التخريب، ضرب وباء الحصبة قوات أياسو، مما اضطرها إلى التراجع سريعًا تاركةً وراءها خسائر معنوية. اعتبر الإمبراطورية الحبشية الهجوم إنجازًا رمزيًا، ولم يحسم الصراع العسكري فعليًا لصالحها. تركت الحملة إرثًا من التردّد في شنّ الغارات على عمق سنّار.

### 1750: معركة جبل البوما
شهد جبل البوما اشتباكًا حاسمًا مع دعم قبائل الحمج للفونج ضد قوة إثيوبية نظامية. شكّلت المعركة ذروة التوتر بعد عقود من الهدنة، وظهرت فيها أحدث تشكيلات المشاة والتكتيك؛ الفونج تكتيكوا باستخدام المرتزقة المحلية. أسفر الانتشار القبلي عن إرباك القوات الإثيوبية، فسقطت في فخ تحاصري مدروس من محيط الجبل. ومع إمتلاك سنار للسلاح الناري، إستطاعت إكتساح القوات الحبشية. أعقب الانتصار وقف الحملات النظامية الإثيوبية غربًا، ما أعاد لسنّار تفوّقًا مؤقتًا في المنطقة.

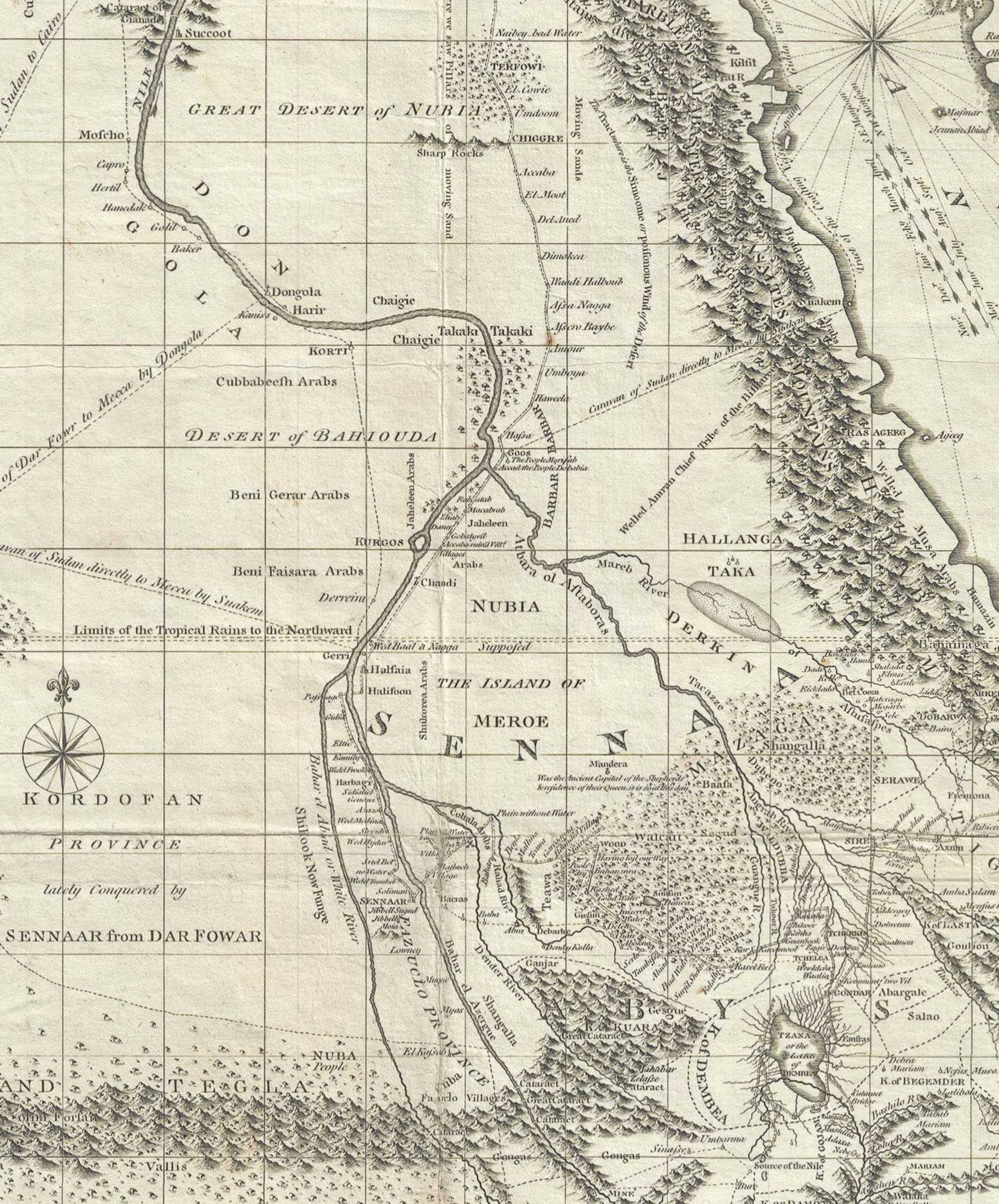
خارطة سلطنة سنار تقريبًا نحو عام 1750

## التنظيمات العسكرية
شهد القرن السادس عشر تطورًا ملحوظًا في استخدام الأسلحة النارية على حدود سنار–الحبشة. اعتمدت الحبشة مبكرًا على البنادق والمدافع الخفيفة منذ عهد الإمبراطور أياساق (1414–1429)، ثم كثّفت توظيفها عام 1530 في حروب أحمد الغزنوي، بمساعدة من البرتغاليين. بحلول عام 1616، كانت الحبشة قد أدخلت البنادق البرتغالية والأسلحة النارية الخفيفة في جيشها النظامي، ما سجّل تفوقًا تكتيكيًا ضد مشاة الفونج العراة المعتمدين على الرماح والسيوف. في المقابل، ظلّت سنار متخلفة تقنيًا حتى منتصف القرن السابع عشر، حين بدأت الفونج في استيراد فرقعات محلية وأسلحة فتائل عثمانية عبر تجارة القوافل القادمة من موانئ البحر الاحمر وعبر شمال السودان من مصر.
نظّمت سلطنة الفونج جيشها وفق نظام إقطاعي قبلي، حيث كان النبلاء والقبائل المحلية (كالحمج والغُلّه والشُلك) يقدّمون وحداتهم التي تمثلت أساسًا برماة الخيالة والمشاة المسلّحين بالرماح والسيوف، بينما كانت المرتزقة والمحتجزين في غارات سنّارية يشكّلون احتياطًا تكتيكيًا. في المقابل بنت الإمبراطورية الحبشية جيشًا نظاميًا يعتمد على فرق "تشِوا" (Chewa)، وهي ألوية محترفة متخصصة في المدفعيّة والفروسية والمدجّجة زمن العهد البرتغالي، وكانت تُمنح أراض مقابل خدمتهم الدائمة، ما منحها ولاءً متينًا وقوة تعبئة كبيرة. على مستوى القيادة، اعتمد الفونج على الأمراء المحليين كأسلحة وقادة ميدانيين تابعين للسلطان ضمن هرم شبكي، في حين تميّز الجيش الحبشي ببناء هرمي واضح يتكون من قوات مركزية تحت إمرة الإمبراطور وأخرى محافظة تحت أوامر نواب إقليميين. رغم اعتماد الخصمين على الجيش الانتظامي والإقطاعي، ظلّت القبائل قوة مؤثرة في تعبئة المقاتلين، حيث كانت الملكية الأرضية والامتيازات الجبائية تُستخدم لجذب الولاء العسكري من الطرفين. مع نهاية القرن الثامن عشر، دفع انتشار الأسلحة النارية وارتفاع كلفة التجنيد إلى تراجع تدريجي في الاعتماد على المرتزقة المحليين وتحول تدريجي إلى قوات شبه دائمة منظمة بالبطاقات القبلية والعقود الزراعية الرسمية، ما مهّد لمرحلة جديدة في بنية السلطة والحرب داخل سنّار وحبشة.

## النتائج
أدّى الصراع المستمر إلى ترسيم فعلي للحدود الشرقية لسلطنة الفونج؛ استحوذت على دلتا الفونج النيلية وسادت جبهة «التماس» مع جبال بني شنقول، ما مكَّنها من استيعاب قبائل الحمج وغيرها ضمن شبكة تحالفاتها القبلية. في القرن الثامن عشر كسبت سنّار تفوّقًا تقنيًا تدريجيًا؛ فتقدَّمت في استيراد البنادق والمدافع، مما خفف فجوة التفوق التقني للحبشة بعد عدة مواجهات ميدانية مدعّمة بالبرتغاليين.
بعد ضم السودان إلى مصر العثمانية عام 1821، استُخدمت سنّار كقاعدة لوجستية، فانطلقت منها أنشطة هجومية محدودة ضد القبائل الإثيوبية على امتداد الخط الحدودي لتأمين الحزام الشرقي للسودان الخديوي. دفع دمج بنية سنّار الزراعية والقبلية ضمن النظام الخديوي إلى ترسيخ قاعدتها كمنصة عسكرية تابعة لخرطوم، ما سهّل عمليات استطلاع الحدود وتنفيذ حملات مضادة في مناطق مثل بني شنقول. أنتجت قدرة سنّار على تنظيم حملات هجومية ومدفعية محدودة ضد إثيوبيا نهجًا دفاعيًا جديدًا للنظام الخديوي.
على الرغم من التجارب الأولى، فإن تقادم قوة سنّار وغياب شرعية الفونج دفع الخرطوم لاحقًا إلى إلغاء وظيفتها كمركز عسكري حدودي، مع تسليم السيطرة لإدارات محلية جديدة بحلول منتصف القرن التاسع عشر.